# Hans Tikkanen

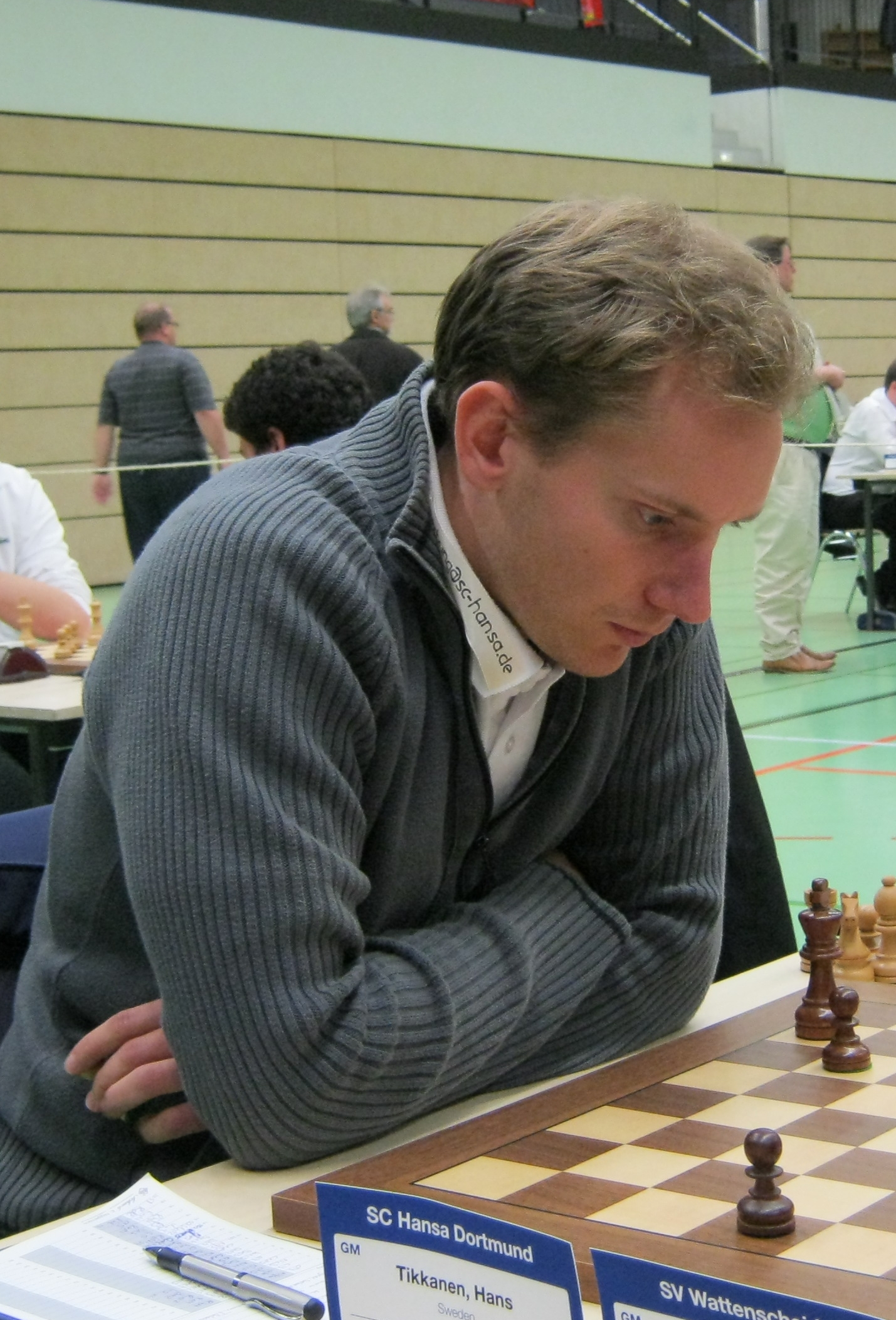
Hans Tikkanen (2011)

Hans Tikkanen (Karlstad, 6 februari 1985) is een Zweedse schaker met een FIDE-rating van 2531 in 2016. Hij is sinds 2010 grootmeester (GM).
Hans Tikkanen is de zoon van de internationale FIDE-scheidsrechter Tapio Tikkanen (* 1947). Hij studeert psychologie en speelt bij de Zuid-Zweedse schaakvereniging Lunds ASK. In 2011 was hij de schaakkampioen van Zweden. Naast het schaken voetbalde hij in de 5e Zweedse voetbaldivisie bij de club Hallands Nations FF.

## Individuele resultaten
In 2002 won hij in Skara het Zweedse Schaakkampioenschap voor Junioren in de leeftijdscategorie tot 20 jaar.
In juli 2005 speelde Tikkanen mee in het toernooi om het kampioenschap van Zweden dat in Göteborg gehouden werd en eindigde daar met 4 punten op de twaalfde plaats. Stellan Brynell werd met 9 punten uit 13 ronden kampioen.
In 2011 won hij het toernooi Fynsmesterskabet in Odense en werd gedeeld eerste, met Wesley So en Anish Giri, bij het Sigeman & Co toernooi in Malmö. In juli 2011 werd hij in Västerås met 6.5 pt. uit 9 partijen het kampioenschap van Zweden, voor Jonny Hector en Pia Cramling. In juli 2012 werd Tikkanen in Falun opnieuw landskampioen. In juli 2013, in Örebro, verdedigde hij zijn titel tegen Nils Grandelius. In januari 2012 werd hij tweede in groep C van het Tata Steel schaaktoernooi in Wijk aan Zee.

## Titel en rating
In november 2007 verkreeg hij de titel Internationaal Meester (IM). De zes hiervoor benodigde IM-normen behaalde hij bij het Czech-Open in Pardubice in juli 2003, bij het wereldkampioenschap voor junioren in december 2004 in Kochi, bij de Europese schaakkampioenschappen voor landenteams in 2005 in Göteborg, in de Zweedse clubkampioenschappen 2006/07, bij 36. Rilton Cup in Stockholm in januari 2007 en in de B-groep van het grootmeestertoernooi in Olmütz in augustus 2007.
Grootmeester is hij sinds oktober 2010. De benodigde normen behaalde bij binnen zes weken (31 juli - 12 september 2010). De eerste norm verkreeg hij dankzij de tweede plaats (na Anton Korobov) bij het Czech-Open in Pardubice, de tweede door het winnen van de Beker van de Aleksandras-Stulginskis Universiteit (Landbouwuniversiteit) in Kaunas in Litouwen en de derde door een gedeeld derde plaats bij het toernooi XtraCon 5 in Borup bij Køge.
In 2010 was zijn FIDE-rating 2507. In januari 2012 was zijn FIDE-rating 2549, waardoor hij nummer 7 was op de ranglijst van Zweedse spelers.
In februari 2015 was hij nummer 5 op deze lijst.

## Nationale teams
Met het Zweedse nationale team nam hij deel aan de Schaakolympiades van 2012 en 2014 en het Europees Schaakkampioenschap voor landenteams 2005 (in het derde Zweedse team), 2011 en 2013.

## Schaakverenigingen
In de Zweedse competitie speelt Tikkanen sinds seizoen 1999/2000 voor Lunds ASK. Hiermee werd hij in 2011 kampioen van Zweden en speelde hij in het toernooi om de European Club Cup. In de Duitse bondscompetitie speelde hij in seizoen 2011/12 bij Hansa Dortmund, in de IJslandse teamcompetitie speelde hij in seizoen 2009/10 voor Haukar, in Noorwegen speelde hij in seizoen 2007/08 voor Schakklubben av 1911 en van 2011 tot 2013 voor Kristiansunds SK. In de Deense competitie speelt hij in seizoen 2015/16 voor Philidor, waarmee hij kampioen werd.

## Externe koppelingen
- (en)   Informatie over schaakpartijen van Hans Tikkanen op ChessGames.com
- (en)   Informatie over schaakpartijen van Hans Tikkanen op 365chess.com
- (en)  FIDE-ratinggegevens voor Hans Tikkanen